# USS Morton (DD-948)
USS Morton (DD-948) là một tàu khu trục lớp Forrest Sherman từng hoạt động cùng Hải quân Hoa Kỳ trong giai đoạn Chiến tranh Lạnh. Nó là chiếc tàu chiến duy nhất của Hải quân Hoa Kỳ được đặt cái tên này, được đặt theo tên Trung tá Hải quân Dudley "Mush" Morton (1907-1943), Hạm trưởng chỉ huy tàu ngầm USS Wahoo (SS-238), đã bốn lần được tặng thưởng Huân chương Chữ thập Hải quân và được ghi nhận đã mất tích cùng với Wahoo khi chiếc tàu ngầm băng qua eo biển La Pérouse vào tháng 10, 1943. Nó đã dành hầu hết quãng đời hoạt động để phục vụ tại khu vực Thái Bình Dương và Viễn Đông, từng tham gia cuộc Chiến tranh Việt Nam, được cho đến khi xuất biên chế vào năm 1982. Con tàu cuối cùng bị bán để tháo dỡ vào năm 1993.

## Thiết kế và chế tạo
Khi đưa vào hoạt động, lớp Forrest Sherman là những tàu khu trục Hoa Kỳ lớn nhất từng được chế tạo, dài 418 foot (127 m) và trọng lượng choán nước tiêu chuẩn 2.800 tấn (2.800 tấn Anh). Nguyên được thiết kế theo dự án SCB 85, chúng được trang bị ba pháo 5 inch (127 mm)/54 caliber trên ba tháp pháo đơn (một phía mũi, hai phía đuôi tàu), bốn pháo phòng không 3 inch (76 mm)/50 caliber trên hai tháp pháo đôi, cùng súng cối Hedgehog và ngư lôi chống ngầm.
Morton được đặt lườn tại xưởng tàu của hãng Ingalls Shipbuilding Corp. ở Pascagoula, Mississippi vào ngày 4 tháng 3, 1957. Nó được hạ thủy vào ngày 23 tháng 5, 1958, được đỡ đầu bởi cô Edwina R. Morton. Con tàu nhập biên chế cùng Hải quân Hoa Kỳ tại Charleston, South Carolina vào ngày 26 tháng 5, 1959 dưới quyền chỉ huy của Hạm trưởng, Trung tá Hải quân John Martin DeLargy.

## Lịch sử hoạt động
Sau khi hoàn tất chuyến đi chạy thử máy huấn luyện tại vùng biển Caribe, Morton được điều sang vùng bờ Tây Hoa Kỳ, đi đến San Diego, California vào ngày 20 tháng 10, 1959. Con tàu được phái sang khu vực Tây Thái Bình Dương vào tháng 1, 1960, tham gia vào Chiến dịch Blue Star, một cuộc tập trận đổ bộ phối hợp giữa Hải quân, Không quân và Thủy quân Lục chiến trong tháng 3, rồi thực hiện chuyến viếng thăm thiện chí đến Bombay, Ấn Độ trước khi quay trở về vùng bờ Tây vào ngày 31 tháng 5.
Khởi hành từ San Diego vào ngày 3 tháng 4, 1961, Morton tham gia tuần tra tại eo biển Đài Loan nơi nó vận chuyển lương thực, thuốc men và quần áo cho người dân Đài Loan trong khuôn khổ Chiến dịch Handclasp, rồi quay trở về San Diego vào ngày 28 tháng 9. Nó tiếp tục hoạt động huấn luyện và bảo trì thường lệ tại vùng bờ Tây cho đến khi lên đường vào ngày 13 tháng 11, 1962 cho một lượt phục vụ khác tại khu vực Tây Thái Bình Dương. Nó lại tham gia tuần tra tại eo biển Đài Loan và hoạt động tại vùng biển Nhật Bản cho đến khi lên đường quay trở về Hoa Kỳ, về đến San Diego vào ngày 15 tháng 6, 1963.
Sau khi hoạt động huấn luyện và bảo trì thường lệ tại vùng bờ Tây, Morton lại lên đường đi sang Viễn Đông vào tháng 8, 1964, hoạt động tại biển Đông và tuần tra ngoài khơi Nam Việt Nam. Vào ngày 11 tháng 9, hơn một tháng sau sau khi xảy ra Sự kiện Vịnh Bắc Bộ, một kế hoạch tuần tra tình báo tín hiệu trong khuôn khổ Chiến dịch Tuần tra DESOTO lại được Cơ quan An ninh Quốc gia tổ chức, và được các tàu khu trục Morton và Richard S. Edwards (DD-950) tiến hành vào các ngày 17 và 18 tháng 9; họ đã đụng độ với các tàu phóng lôi của Bắc Việt Nam. Con tàu trải qua những tháng tiếp theo phục vụ hộ tống cho các tàu sân bay hoạt động trong vịnh Bắc Bộ trong khuôn khổ cuộc Chiến tranh Việt Nam, trước khi quay trở về vùng bờ Tây vào ngày 6 tháng 2, 1965.
Trong lượt biệt phái tiếp theo sang hoạt động tại khu vực Tây Thái Bình Dương, Morton đi đến ngoài khơi Nam Việt Nam vào tháng 4, 1966, tiến hành bắn phá các mục tiêu tập trung quân và tuyến đường tiếp liệu của đối phương trong suốt bốn tháng tiếp theo. Sau một đợt nghỉ ngắn, nó tham gia vào Chiến dịch Sea Dragon ngoài khơi Bắc Việt Nam vào tháng 5, 1967, và ngoài hoạt động ngăn chặn tàu bè vận chuyển vũ khí và tiếp liệu, con tàu còn bắn phá các vị trí phòng thủ ven biển và các trạm radar đối phương. Nó cũng bắn hải pháo hỗ trợ cho cuộc chiến đấu của Trung đoàn 12 Thủy quân Lục chiến gần Vùng phi quân sự (DMZ) trước khi quay về vùng bờ Tây vào ngày 3 tháng 11. Chiếc tàu khu trục lại xuất phát từ San Diego vào ngày 31 tháng 10, 1968 để đi sang Việt Nam, tham gia hỗ trợ hỏa lực và bắn phá bờ biển Bắc Việt Nam trước khi quay trở về nhà vào mùa Xuân năm 1969.

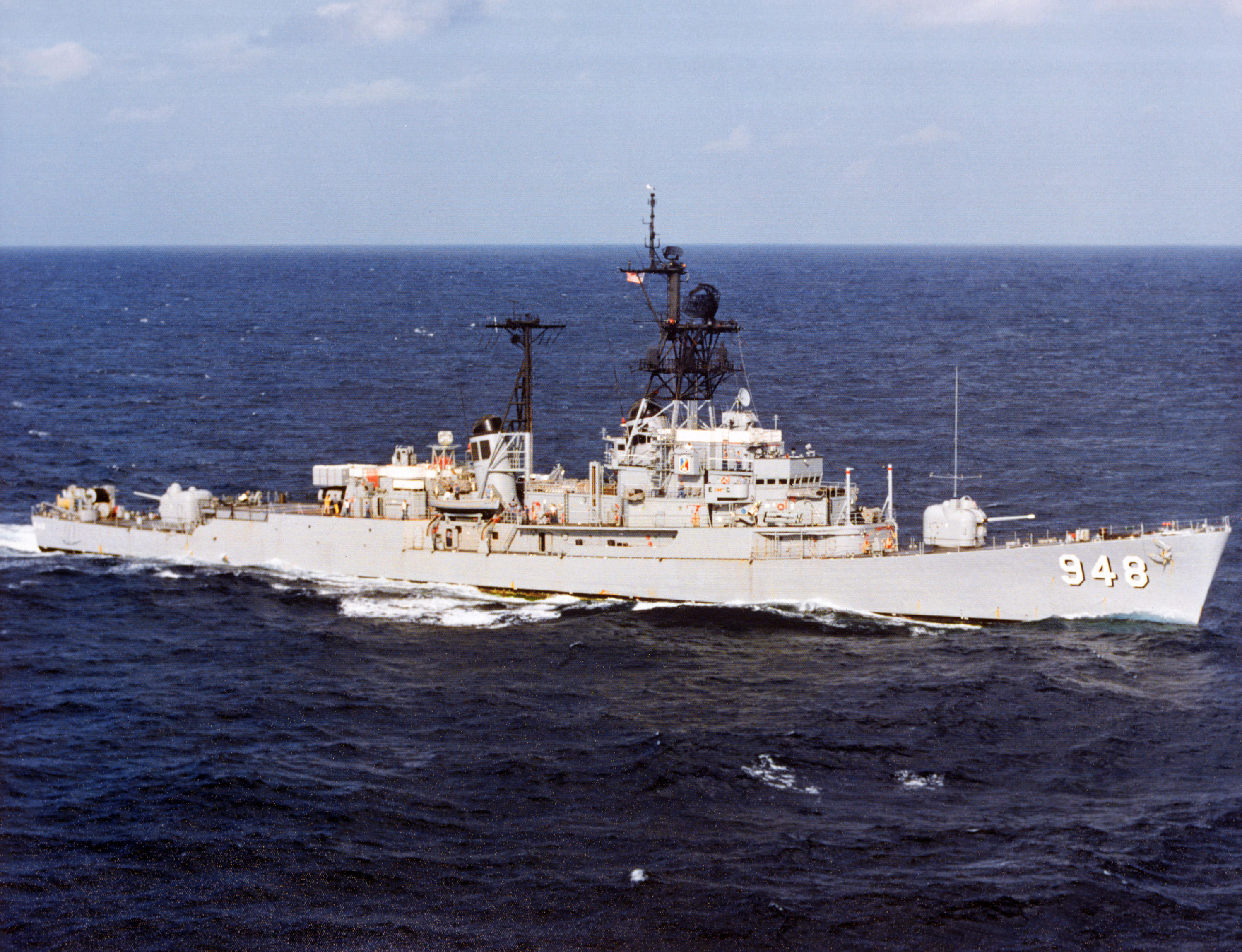
USS Morton (DDG 948) tại Ấn Độ Dương vào khoảng thập niên 1970, bệ pháo Mark 42 thứ ba được thay thế bằng dàn phóng tên lửa chống ngầm ASROC.

Đi đến Xưởng hải quân Long Beach và tạm thời xuất biên chế từ ngày 26 tháng 9, 1969 đến ngày 15 tháng 8, 1970, Morton được nâng cấp vũ khí chống tàu ngầm khi được bổ sung hệ thống sonar SQS-23 và tên lửa chống ngầm RUR-5 ASROC, cùng được trang bị các hệ thống điện tử tiên tiến khác. Trong một năm tiếp theo con tàu chạy thử máy và huấn luyện vũ khí và thiết bị mới, hoạt động thực hành phối hợp cùng tàu ngầm bạn tại các vùng biển California và Hawaii. Nó được bảo trì tại Trân Châu Cảng vào đầu năm 1971, và khởi hành vào ngày 9 tháng 9 để đi sang hoạt động tại khu vực Tây Thái Bình Dương; nó tiến hành hai lượt phục vụ hỗ trợ hải pháo tại Việt Nam trước khi lên đường vào ngày 1 tháng 3, 1972, quay trở về Hoa Kỳ qua ngã Australia.
Sau khi tham gia những đợt thực hành chống tàu ngầm, Morton tiếp tục được phái sang hoạt động tại khu vực Tây Thái Bình Dương từ ngày 13 tháng 10, 1972, và lại có những hoạt động bắn phá tại vùng hỏa tuyến tại Việt Nam, đặc biệt nhắm vào những mục tiêu dọc bờ biển Bắc Việt Nam trong tháng 12. Sau khi đạt được thỏa thuận ngừng bắn vào ngày 28 tháng 1, 1973, con tàu tuần tra ngoài khơi vùng biển Nam Việt Nam trước khi lên đường vào ngày 19 tháng 2 để quay trở về Hoa Kỳ. Trong những lượt được phái sang hoạt động tại Viễn Đông trong những năm tiếp theo, nó tháp tùng để hộ tống bảo vệ cho các đội tác chiến tàu sân bay và tham gia các cuộc tập trận chống tàu ngầm nhằm chống lại mối đe dọa từ tàu ngầm Liên Xô.
Morton gặp trục trặc nồi hơi nghiêm trọng tại Philippines vào mùa Xuân năm 1974, rồi được đại tu tại Trân Châu Cảng vào năm 1975. Nó được phái sang hoạt động tại khu vực Tây Thái Bình Dương từ ngày 17 tháng 2, 1977, thực hành chống tàu ngầm ngoài khơi Đài Loan trước khi đi sang Ấn Độ Dương để viếng thăm Kenya và Iran, trước khi quay trở về nhà vào ngày 28 tháng 9. Trong lượt biệt phái tiếp theo từ ngày 11 tháng 9, 1978, nó hoạt động tại vùng biển ngoài khơi Nhật Bản, Hàn Quốc và Đài Loan trước khi quay trở về nhà vào ngày 7 tháng 3, 1979. Con tàu được đại tu từ ngày 3 tháng 5, 1980 và chỉ hoàn tất công việc trong xưởng tàu vào mùa Hè năm 1981.
Khởi hành cho lượt biệt phái hoạt động sau cùng tại Viễn Đông vào tháng 2, 1982, Morton tham gia năm đợt thực hành chống tàu ngầm phối hợp cùng hải quân các nước đồng minh. Nó đã có hai dịp trợ giúp cho các thuyền nhân Việt Nam khi cứu vớt 18 người vào ngày 9 tháng 6, rồi thêm 52 đàn ông, phụ nữ và trẻ em vào ngày 10 tháng 6. Con tàu quay trở về Trân Châu Cảng vào ngày 12 tháng 8, 1982.
Morton được cho xuất biên chế tại Trân Châu Cảng vào ngày 22 tháng 11, 1982. Tên nó được cho rút khỏi danh sách Đăng bạ Hải quân vào ngày 7 tháng 2, 1990, và con tàu bị bán cho hãng Southwest Recycling, Inc. tại Terminal Island, California để tháo dỡ vào ngày 17 tháng 3, 1992.